# وامیا
وامیا (فنلاندی: Vamia) یک سازمان آموزش حرفه‌ای چندرشته‌ای (فنلاندی: Ammattioppilaitos) در شهر واسا، فنلاند است که سالانه تقریباً ۵۰۰۰ دانشجو در آن تحصیل می‌کنند. این موسسه آموزش‌های حرفه‌ای را برای جوانان، بزرگسالان و برای زندگی کاری و تجاری - به سه زبان انگلیسی، فنلاندی، سوئدی- ارائه می‌دهد.
وامیا بیش از ۶۰ مدرک حرفه‌ای پایه، حرفه‌ای و تخصصی ارائه می‌دهد. هدف از تحصیل همچنین می‌تواند تکمیل بخش یا بخش‌هایی از یک مدرک باشد.
وامیا فعالیت خود را از ۱ ژانویه ۲۰۱۷ با ادغام کالج حرفه‌ای واسا، مرکز آموزش بزرگسالان واسا و دفتر کارآموزی منطقه ساحلی واسا آغاز کرد.